# SN 2007eh
SN 2007eh – supernowa typu II odkryta 30 maja 2007 roku w galaktyce A140216+1306. W momencie odkrycia miała maksymalną jasność 18,80m.